# 棕榈岛 (南卡罗来纳州)
棕榈岛（英文：Isle of Palms），是美国南卡罗来纳州下属的一座城市。城市类型是“City”。其面积大约为5.44平方英里（14.08平方公里）。根据2010年美国人口普查，该市有人口4,133人，人口密度约为每平方 英里760.3人（约合每平方公里293.56人）。